# Weekly Asahi Geinō
Weekly Asahi Geinō (jap. 週刊アサヒ芸能 Shūkan Asahi Geinō) – japoński tygodnik powszechnie znany jako Asagei (アサ芸), wydawany przez Tokuma Shoten, opublikowany po raz pierwszy w 1946 roku. Jest to tak zwany magazyn plotkarski, skupiający się na skandalicznych artykułach o celebrytach, historiach yakuzy, treściach rozrywkowych i tematach erotycznych.

## Krytyka
Tygodnik został skrytykowany za atakowanie japońskiej edukacji seksualnej podczas publikowania nagich zdjęć oraz artykułów i historii związanych z seksem.